# 錢治平
錢治平（？—？），顺天霸州（今河北霸县）人。清朝政治人物、武狀元。
乾隆三十三十四年十月，策试天下武举于太和殿前，錢治平登進士一甲第一名，余事不详。